# Sorokoteahî, Bila Țerkva
Sorokoteahî (în ucraineană Сорокотяги) este o comună în raionul Bila Țerkva, regiunea Kiev, Ucraina, formată numai din satul de reședință.

## Demografie
Componența lingvistică a comunei Sorokoteahî
     Ucraineană (98,88%)
     Rusă (1,12%)
Conform recensământului din 2001, majoritatea populației comunei Sorokoteahî era vorbitoare de ucraineană (98,88%), existând în minoritate și vorbitori de rusă (1,12%).